# Bubblegum Crash
Bubblegum Crash (バブルガムクラッシュ!?, Baburugamu Kurasshu!) è una serie anime OAV che consta di tre episodi pubblicati nel 1991. È un sequel diretto di Bubblegum Crisis.

## Trama
La saga della Knight Sabers continua con il gruppo che cerca di scoprire chi o cosa si nasconde dietro la recente serie di furti omicidi e malfunzionamenti di Boomers, che sono in qualche modo correlati con la creazione di un modello di intelligenza artificiale avanzata. E in questi nuovi episodi non mancheranno neppure conflitti interni al gruppo delle Sabers.

## Episodi
| Nº | Titolo italiano | Pubblicazione    | Pubblicazione |
| Nº | Titolo italiano | Giapponese       |               |
| 1  | Illegal Army    | 25 maggio 1991   |               |
| 2  | Geo Climbers    | -                |               |
| 3  | Melt Down       | 21 dicembre 1991 |               |

## Doppiaggio
- Akiko Hiramatsu: Nene Romanova
- Michie Tomizawa: Linna Yamazaki
- Ryoko Tachikawa: Priscilla S. "Priss" Asagiri
- Sakakibara Yoshiko: Sylia Stingray
- Kazuyuki Sogabe: Largo (Mystery Voice)
- Kenyuu Horiuchi: Daley Wong
- Nozomu Sasaki: Mackie Stingray
- Toshio Furukawa: Leon McNichol
- Akira Murayama: Chief
- Hideyuki Umezu: Dr. Yuuri
- Ichiro Murakoshi: Plant Chief
- Kiyonobu Suzuki: D.J. Tommy, Manager
- Kiyoyuki Yanada: Bogarde
- Kyousei Tsukui: Boomer
- Minami Takayama: Adama
- Nobuaki Sekine: Foreman
- Sanae Miyuki: Street Kid
- Takako Kikuchi: Waitress Boomer
- Takkou Ishimori: Soldier
- Taro Arakawa: Colonel Lando
- Tomomichi Nishimura: Dr. Heinz
- Toshiyuki Morikawa: AD Police Officer
- Wataru Takagi: Detective, Youth

## Colonna sonora
- Sigle di apertura

Hateshinai Tabi - Hajimari no Toki cantata da Ryooko Tachikawa
- Sigle di chiusura

Cool Eyes cantata da Ryooko Tachikawa (ep 1)
Saigo Ni... cantata da Nanami Hayase (ep 2)
Over the Pressure - Toki o Koete cantata dalle Knight Sabers (ep 3)